# 徳聖 (王則)
徳聖（とくせい）は宋代に安陽で自立した王則が建てた私年号。得聖ともいう。1047年 - 1048年

## 西暦との対照表
| 徳聖 | 元年   | 2年    |
| 西暦 | 1047年 | 1048年 |
| 干支 | 丁亥   | 戊子   |